# 쇼세 옌투지아스토프역 (모스크바 중앙 순환선)
쇼세 옌투지아스토프 역(러시아어: Шоссе Энтузиастов)은 모스크바 지하철 모스크바 중앙 순환선의 역이다. 역명은 인근에 위치한 옌투지아스토프 고속도로(Entuziastov Highway)의 이름을 따온 것이다.

## 환승
쇼세 옌투지아스토프 역에서는 칼리닌스코 솔른쳅스카야 선의 쇼세 옌투지아스토프 역과 환승이 가능하다.